# Тома, Эвелин
Эвелин Тома (фр. Evelyne Thomas; 10 января 1964, Перпиньян) — французская телеведущая.

## Биография
Эвелин Тома родилась на юге Франции в городе Перпиньян. Свою творческую карьеру она начала в 1984 году сотрудничеством с прессой.
C 1986 году она начинает работать репортёром на телеканале Франс-3, а с 1992 года ведущей программ новостей.
С 22 ноября 1999 года Эвелин Тома становится телеведущей ток-шоу «Мой Выбор».
В 2003 году собрание мэров городов Франции избрало Эвелин Тома прототипом национального символа Франции — Марианны. Многие признают этот выбор довольно спорным, так как Эвелин Тома была не самой красивой из претендентов на этот титул, а сам выбор был обусловлен её общественной деятельностью и известностью на телевидении.